# مارك إليوت (كاتب)
مارك إليوت (بالإنجليزية: Mark Elliott)‏ هو عازف قيثارة وكاتب أغاني وكاتب ومغني أمريكي، ولد في 30 مايو 1967.